# El ave magistral

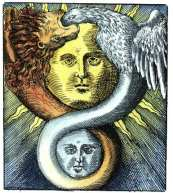
Ilustración de Basil Valentine

El ave magistral (rumano: Pasărea Maiastră) es un ave simbólica o alegórica de la mitología rumana. Tiene rango de realeza entre las aves y estas le prestan ayuda cuando la necesita. El ave magistral es un ser/entidad sobrenatural y sobrenatural del Otro Reino. Se la describe como de extraordinaria belleza, llena de luz (el ave fénix).
R. Vulcănescu dice que el ave magistral es parte de un grupo de seres avimórficos, junto con el Grifo y el Pájaro de Fuego. También hay versiones en las que lleva el nombre de Andilandi, y es presentada como la hija de un emperador, transformada en ave debido a una maldición.

## Mitología

### Mitología rumana
En la fauna mitológica rumana, el ave magistral es considerada la reina de los pájaros, el mensajero de las hadas. Como cualquier ser sobrenatural dotado de poderes mágicos, es muy difícil de contemplar; su belleza única y la luz celestial que irradia solo deleitan la mirada de los verdaderamente afortunados. Se dice que su canción, que sólo resuena en la soledad, rejuvenece a cualquier oyente. El ave magistral, ave de justicia, poseedora de un poder mágico inagotable, pertenece al Otro Reino, vive aislada y solo muestra su espléndido plumaje multicolor muy raramente.

### Otras mitologías
El ave fénix, de cuya singular belleza se habla desde Europa hasta Oriente Medio y América, es un equivalente del ave magistral. Lo que individualiza al misterioso ser alado que se dice nació de un huevo de oro flotando en las aguas del Océano Primordial es la capacidad de arder en llamas y renacer de sus propias cenizas, como símbolo del fuego creador y, a la vez, destructor del mundo. Para los cristianos, el fénix es un ave sagrada, que está asociada con el Arcángel Miguel .
Asimismo, el Pájaro de Fuego es el equivalente del ave magistral en la mitología eslava. En los cuentos de hadas rusos, aparece como un pájaro milagroso, dotado de un plumaje con destellos dorados y plateados y ojos que brillan como cristales. Se dice que una sola pluma del pájaro de fuego puede iluminar una habitación entera. Deben su belleza e inmortalidad a las manzanas doradas que comen. Cuando canta, de su pico brotan perlas; y sus cantos poseen el don de devolver la vista a los ciegos.
En la antigua tradición china, se habla de un pájaro rojo, llamado Fenghuang, protector del amor inmortal. Se la puede considerar la encarnación del símbolo Yin-Yang, donde Feng representa al pájaro macho y Huang al pájaro hembra. 

## Petre Ispirescu
Petre Ispirescu recopiló e incluyó el cuento de hadas El ave magistral en la colección Leyendas o cuentos de hadas rumanos. Esta historia se la contó un soldado del pueblo de Bulbucata, en el condado de Vlașca, en 1868, como así se lo comunicó a su hermano, G. Ispirescu.

### Sinopsis
"Iară a treia noapte visă împăratul că daca va aduce cineva pasărea măiastră de pe tărâmul celălalt și să-i așeze cuibul în turn, se va putea face monastirea desăvârșit."

"Y en la tercera noche, el emperador soñó que si alguien traía al ave magistral del otro reino y colocaba su nido en la torre, el monasterio podría ser perfeccionado."

Un emperador que tenía tres hijos intentó construir un monasterio para honrar a Dios, pero el templo se derrumbaba una y otra vez. Al no encontrar un artesano que pudiese completar la obra, el emperador recibió en sueños la promesa de que, una vez el ave magistral fuese llevada a la torre de la igleisa, esta nunca volvería a derrumbarse. El soberano envió entonces a sus hijos en busca del animal.
El hijo mayor partió en primer lugar. Le siguió el hijo mediano. El tiempo pasó y ninguno de ellos logró regresar a casa, pues durante el viaje se habían transformado en bloques de piedra. El emperador accedió entonces a que el hijo menor intentara también traer al ave. Sin embargo, tampoco este regresó a palacio.Al cabo del tiempo, los hijos mayores trajeron al animal y una criada a la corte imperial, y, finalmente, el monasterio pudo completarse.
Aquella majestuosa ave atrajo la atención de todos los habitantes, pero el emperador se entristeció porque el ave no cantaba. Un día, la criada (que se había convertido en cuidadora de gallinas) anunció al emperador que el ave se había puesto a cantar cuando un pastor entraba en la iglesia. El soberano ordenó entonces que lo llevasen ante la corte y le preguntasen quién era. El joven empezó a contar su historia.
Con la ayuda de un zorro encantado había conseguido llegar al país de los dragones zmeu, donde había capturado al ave magistral y salvado a una doncella, de la que se había enamorado. Cuando se disponía a convertir nuevamente en humanos a sus hermanos petrificados, estos, en vez de agradecérselo, le cortaron las piernas y huyeron al palacio con el ave y apresaron a la joven convirtiéndola en su criada.
Después de terminar su historia, el emperador se dio cuenta de que el pastor era, en realidad, su hijo menor y decidió casarlo con la cuidadora de gallinas y otorgarle el trono. Los hermanos mayores fueron juzgados y ajusticiados con sus propias flechas.